# 龜兔賽跑

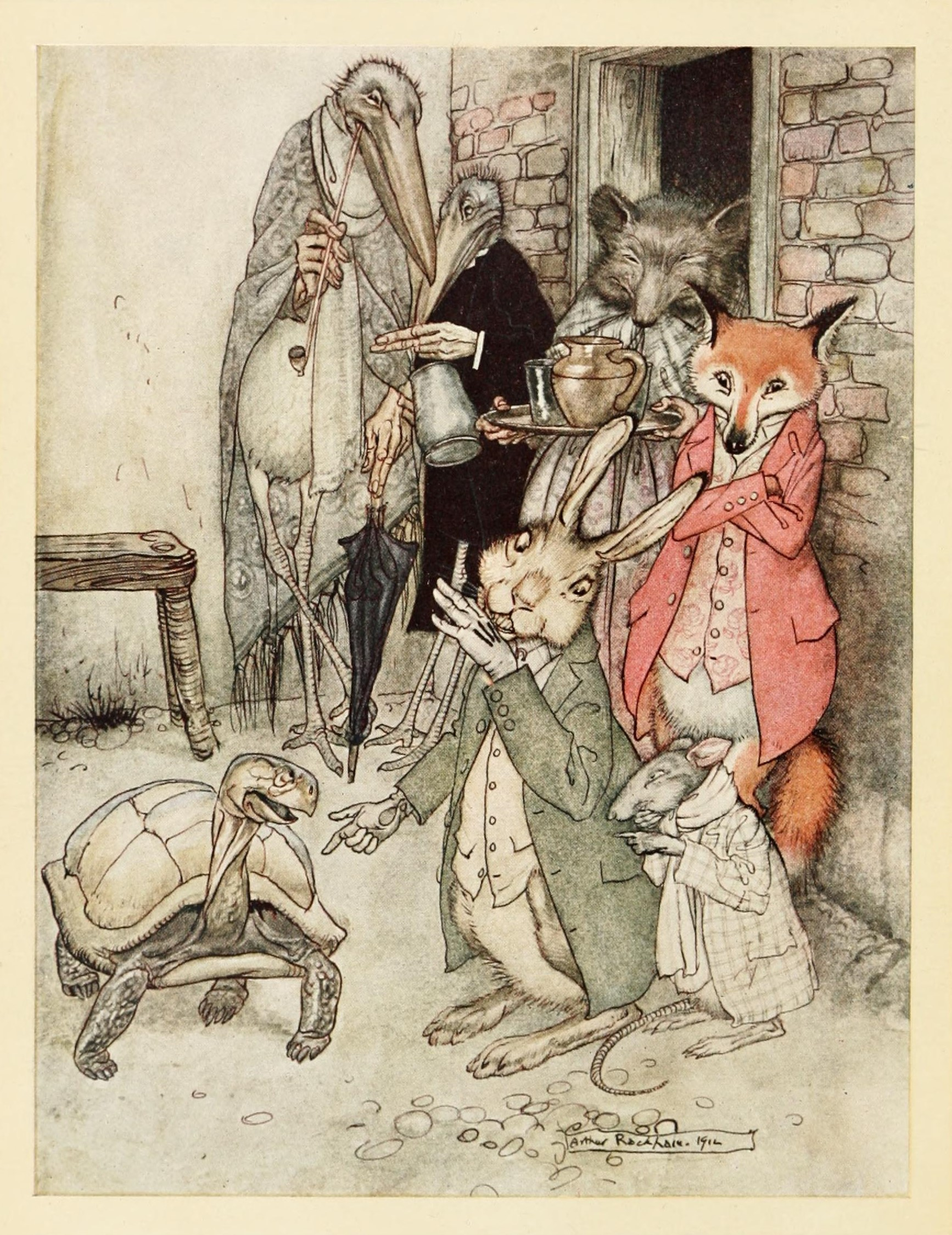
由亞瑟·拉克姆繪製的《龜兔賽跑》插畫，1912年。

龜兔賽跑是《伊索寓言》中的一則寓言故事，佩里索引編號226。故事描述了兩個不同種族的角色進行一場不公平的比賽，並給出兩個相對的寓意。

## 故事內容
有一天，烏龜和兔子在聊天，不知不覺說到誰跑得比較快，於是兔子便邀約烏龜比賽跑步。一開始，兔子大幅領先烏龜，但不久後，兔子便開始輕敵，認為即使小睡一下，烏龜仍追趕不上牠，便到路邊睡覺。結果烏龜後來趕上，等到兔子醒了時，烏龜已經到達終點了。 

## 動畫
華特·迪士尼曾於1934年將其拍成動畫《龜兔賽跑》，並有影碟版本，但故事情節中的邀約賽跑在片中被改為一次體育賽事，故事中的烏龜和兔子也各自被賦予名字（托比烏龜與馬克斯兔子），這部動畫片獲得1934年奥斯卡最佳动画短片奖，並於1935年1月5日上映。其續集於1936年製作，名為《龜兔賽拳》，情節為龜兔賽跑兩主角之間的拳击比賽，配樂中亦用到了《星条旗永不落》。

## 外部連結
- 互联网电影数据库（IMDb）上《龜兔賽跑》的资料（英文）
- 互联网电影数据库（IMDb）上《龜兔賽拳》的资料（英文）